# كنتينغ (بيدفوردشير)
كنتينغ (بالإنجليزية: Knotting, Bedfordshire)‏ هي قرية تقع في المملكة المتحدة في شرق انجلترا.